# Reichenbach (Hörselberg-Hainich)
Reichenbach ist ein Ortsteil der thüringischen Gemeinde Hörselberg-Hainich im Wartburgkreis. Die Ortsstruktur ist ein klassisches Reihendorf (zweireihig).

## Lage
Der Ort Reichenbach befindet sich im Nordosten der Gemeinde Hörselberg-Hainich und ist gleichzeitig der zweithöchstgelegene Ortsteil der Gemeinde. Die Flur Reichenbach grenzt im Norden an die Stadtteile Grumbach und Zimmern der Stadt Bad Langensalza im Unstrut-Hainich-Kreis, im Osten folgt Tüngeda, im Süden Oesterbehringen und im Westen Behringen. Reichenbach ist Nationalparkgemeinde des Nationalpark Hainich. Durch die Ortslage führt die Bundesstraße 84 nach Eisenach und Bad Langensalza. Nördlich von Reichenbach fließt das Mittagswasser, welches ein Gewässer II. Ordnung ist.

## Geschichte
Am Südostrand des Hainich befand sich um das Jahr 1000 die Mark Beringa, ein Zentrum der Siedlungs- und Verwaltungstätigkeit dieser Zeit. Während des Sachsenkrieges, einem Aufstand thüringischer und sächsischer Adeliger gegen König Heinrichs IV., verlief eine wichtige Heerstraße über die Große Harth. Unweit von Reichenbach fand 1075 die Schlacht bei Homburg an der Unstrut statt, hierbei wurden die Mehrzahl der Dörfer und Burgen am Ostrand des Hainichs durch die Kampfhandlungen 1075 zerstört und beim Rückzug der Truppen ausgeplündert.
Die Ersterwähnung des Ortes erfolgte als Richenbac im Jahre 1160. Die Ortslage Reichenbachs ist als mittelalterliches Reihendorf angelegt. Der Ort ist noch heute landwirtschaftlich geprägt. Im 14. Jahrhundert gehörte er zu den Waidanbau-Orten. Von Bedeutung war auch der nördlich angrenzende Hardt-Wald. Der Ort lag an der alten Geleitsstraße von Eisenach nach Bad Langensalza. Der Flurname Ziegenberg im NO der Ortslage geht auf ein einst dort befindliches Siechenhaus zurück. Zur Flur von Reichenbach gehören mehrere Ortswüstungen.
Die Ortsgeschichte wurde vom Adelsgeschlecht der Herren von Wangenheim geprägt, noch heute gehört Reichenbach zum evangelischen Kirchspiel Wangenheim. Die ältesten Häuser des Ortes gruppieren sich um die kleine Dorfkirche, ein 1627 erneuerter Kirchenbau, der einen romanischen Vorgängerbau hatte.
Reichenbach gehörte von 1922 bis 1952 zum Landkreis Gotha, ab der Kreisgebietsreform in der DDR zum Kreis Bad Langensalza und seit der Kreisgebietsreform in Thüringen 1994 zum Wartburgkreis. Am 1. Juli 1999 endete die Mitgliedschaft in der Verwaltungsgemeinschaft Behringen und es erfolgte die Eingemeindung nach Behringen, das am 1. Dezember 2007 in der Gemeinde Hörselberg-Hainich aufging.
In Reichenbach wohnten im Juli 2007 395 Menschen. Am Waidig, welcher den Namen durch damaligen Waidanbau erhielt, befindet sich ein Fußballplatz, der Kinderspielplatz, ein Volleyballplatz und der ehemalige Jugendclub. Die jüngsten Einwohner der Ortsteile Craula, Tüngeda und Reichenbach besuchen gemeinsam den Kindergarten „Pusteblume“ in Reichenbach.

### Kfz-Kennzeichen
Nach der Wiedervereinigung wurden für Kraftfahrzeuge die Kennzeichen des Kreis Langensalza mit dem Kürzel LSZ ausgegeben. Durch die Eingliederung der Gemeinde Reichenbach in den neugegründeten Wartburgkreis am 1. Juli 1994 bestand bis zum 31. Dezember 1994 die Möglichkeit ein Kennzeichen mit dem Kürzel ESA, des ehemaligen Kreises Eisenach, zu erhalten. Danach wurden nur noch WAK Kennzeichen ausgegeben. Seit Ende 2012 können sich Kraftfahrer aus dem Wartburgkreis auch ein Kennzeichen mit SLZ (des ehemaligen Kreis Bad Salzungen) zuteilen lassen. Mit der Eingliederung der kreisfreien Stadt Eisenach in den Wartburgkreis am 1. Juli 2021 wurde das Kennzeichen EA für das gesamte Kreisgebiet erhältlich.

## Politik

### Ortsteilrat
Der Ortsteil Reichenbach hat einen Ortsteilrat, dem der Ortsteilbürgermeister und vier Ortsteilräte (alle parteilos) angehören. Im Gemeinderat von Hörselberg-Hainich sitzen zwei Gemeinderäte aus Reichenbach.

### Wappen
Das Wappen von Reichenbach zeigt einen vorbeispringenden Hirsch vor einem auf einem Hügel stehenden Laubbaum.

## Kultur und Sehenswürdigkeiten

### Sehenswürdigkeiten
Die denkmalgeschützte Kirche Reichenbach befindet sich im östlichen Teil des Ortes, daneben steht das ehemalige Schulgebäude, welches heute gewerblich genutzt wird. Der südliche Zugang zum Ort wird von einem markanten Kriegerdenkmal geprägt. In der näheren Umgebung befindet sich der Nationalpark Hainich mit einer Vielzahl von Wanderwegen und dem Baumkronenpfad an der Thiemsburg.  Bemerkenswert ist auch das an der Bundesstraße nach Bad Langensalza auf der Höhe der Großen Hardt befindliche Hardthaus. Dieses bekannte und traditionsreiche Wirtshaus liegt nur 3 km von Reichenbach entfernt, es wurde zum Mittelpunkt der Hardtgemeinde. Bereits nach dem Ersten Weltkrieg war dies ein bedeutender Heimat- und Wanderverein, dem auch viele Reichenbacher angehörten. Die markante 250 bis 300 Jahre alte Stieleiche in der Ortslage wurde 1966 als Naturdenkmal ausgewiesen.

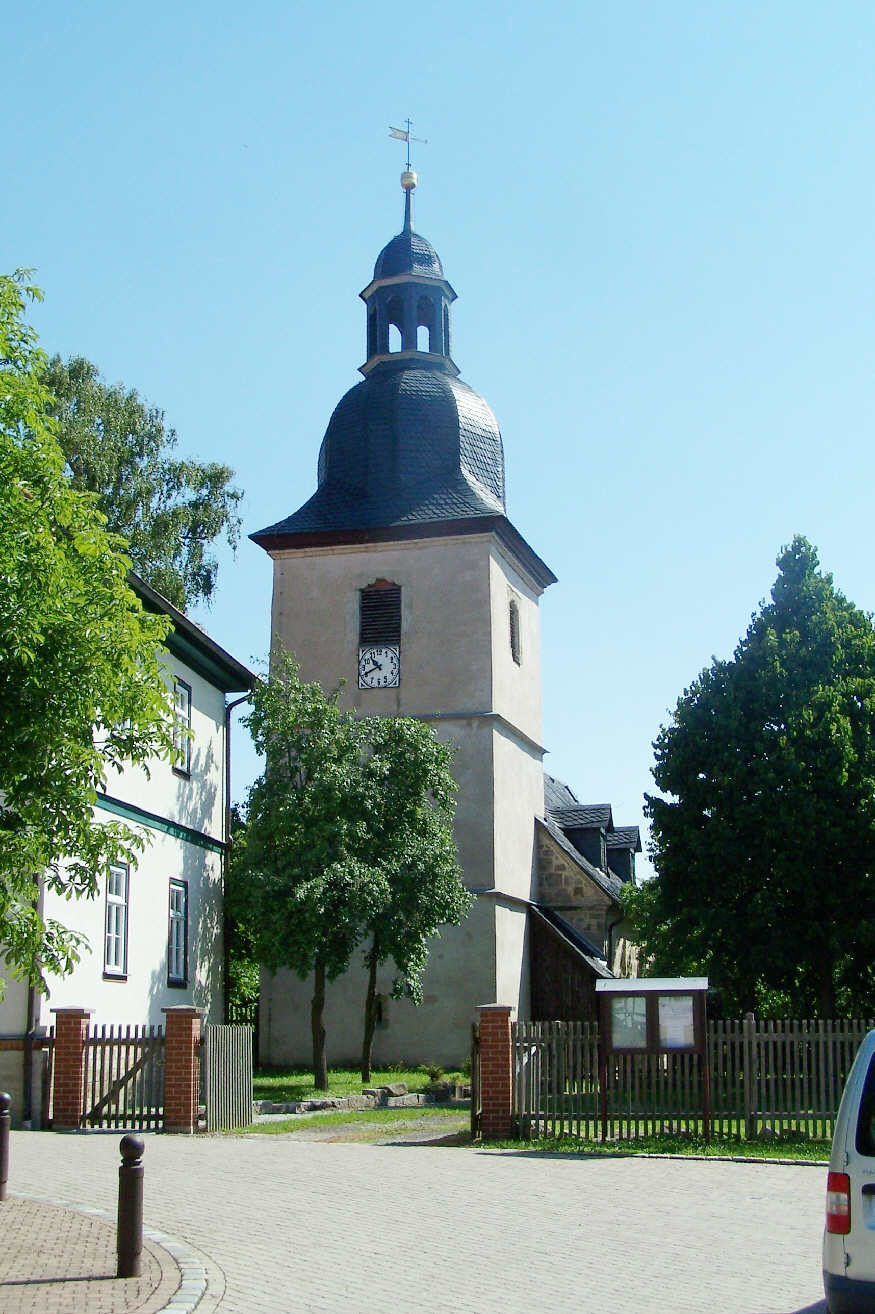
Blick zur Kirche
Zum Weissen Ross
Alter Gutshof in der Schulstraße
Idylle am Dorfteich

### Veranstaltungen
Tradition ist das am Osterwochenende stattfindende Osterfeuer und ein, von der Freiwilligen Feuerwehr Reichenbach ausgerichtetes, Sommer- bzw. Dorffest. Nach langjähriger Pause findet seit 2007 wieder jedes Jahr im Oktober die Reichenbacher Kirmes statt. Im Jahre 2010 führte man die Tradition des Maibaumstellen auf dem Waidich (zentrale Dorfwiese, welche nach dem Anbau von Waid benannt wurde) fort.

### Vereine
- Reichenbacher Heimatverein 2016 e. V.
- Reichenbacher Landfrauen
- Reichenbacher Kirmesverein
- Freiwillige Feuerwehr Reichenbach
- Kleintierzuchtverein 1907 e.V

## Verkehr

### Straßenverkehr
Durch Reichenbach verläuft die B 84 im Abschnitt Eisenach–Bad Langensalza. Der nächstgelegene Autobahnanschluss befindet sich in Großenlupnitz.

### Schienenverkehr
Die nächstgelegenen Bahnhöfe befinden sich in der Nachbarstadt Bad Langensalza, Mechterstädt und in Sättelstädt.

### Busverkehr
Nach Reichenbach verkehren die Buslinie 822 der Regionale(n) Verkehrsgemeinschaft Gotha GmbH (gehört zum Verkehrsverbund Mittelthüringen) von Gotha nach Wolfsbehringen und folgende Buslinien der Verkehrsgesellschaft Wartburgkreis mbH:
| Linie | Fahrstrecke |
| ----- | --- |
| L-27  | Eisenach – Behringen – Reichenbach (Hörselberg-Hainich) – Craula                                                          |
| L-27a | Eisenach – Behringen (Hörselberg-Hainich) – Reichenbach (Hörselberg-Hainich) – Craula – Thiemsburg – Bad Langensalza      |
| 822   | Gotha – Goldbach – Wangenheim – Tüngeda – Reichenbach (Hörselberg-Hainich) – Oesterbehringen – Behringen – Wolfsbehringen |

## Religion
In Reichenbach gab es bis zum 31. Dezember 2012 die Evangelisch-Lutherische Kirchengemeinde Reichenbach, die zum Pfarramt Wangenheim gehörte. Die zum Pfarramt Wangenheim gehörenden Kirchengemeinden Reichenbach, Tüngeda, Wangenheim, Westhausen und Warza haben sich mit den zum Pfarramt Goldbach gehörenden Kirchengemeinden Goldbach, Remstädt, Hochheim, Hausen, Pfullendorf und Bufleben am 1. Januar 2013 zu einer Kirchengemeinde zusammengeschlossen. Sie trägt den Namen Evangelisch-Lutherische Kirchengemeinde Emmaus Goldbach-Wangenheim. Die Pfarrämter in diesem gemeindlichen Zusammenschluss bleiben erhalten.
In Reichenbach wird sonntags (i. d. R. alle zwei Wochen sowie zu allen Fest- und Feiertagen) Gottesdienst gefeiert. Zweimal monatlich wird eine Gemeindeveranstaltung ausgerichtet. Zum Ende der Sommerferien gibt es das gern besuchte alljährliche Sommerfest im Kirchgarten. Zur Kirmes wird ein fröhlicher Gottesdienst gestaltet, bei dem die jungen Leute im Mittelpunkt stehen.

## Infrastruktur
In Reichenbach ist seit Mitte Dezember 2018 mit VDSL bis zu einer Datenübertragungsrate von 250 Mbit/s. erschlossen. Abgesehen davon ist es zu Teilen mit LTE durch die drei Netzbetreiber Vodafone, Telefonica und Telekom versorgt.
Der Ort hat eine Gaststätte mit dem Namen „Zum weißen Roß“, eine freie Autowerkstatt, einen Getränkehandel, einen Briefkasten der Deutschen Post, einen Laden für Militärbekleidung mit Hermes-Paketversand- und -annahmestelle, einen Imker und einen Laden für Camping- und Anglerbedarf.
Die nächste Tankstelle befindet sich in Bad Langensalza. Stromgrundversorger ist die TEAG Thüringer Energie.